# Ціламієрі
Ціламієрі (груз. წილამიერი) — село в Грузії.
За даними перепису населення 2014 року в селі проживає 67 осіб.